# Deudorix
Deudorix is een geslacht van vlinders van de familie van de Lycaenidae, uit de onderfamilie van de Theclinae.

## Soorten
- D. affinis (Rothschild, 1915)
- D. antalus (Hopffer, 1855)
- D. apayao Schröder & Treadaway, 1983
- D. badhami Carcasson, 1961
- D. batikeli (Boisduval, 1833)
- D. batikelides Holland, 1920
- D. caliginosa Lathy, 1903
- D. caroli Janson, 1886
- D. ceramensis Ribbe, 1900
- D. cleora Miller & Miller, 1986
- D. chalybeata Joicey & Talbot, 1926
- D. dariaves Hewitson, 1877
- D. democles Miskin, 1884
- D. detanii Okubo, 2007
- D. diara Swinhoe, 1896
- D. dieden Karsch, 1900
- D. dinochares Grose-Smith, 1887
- D. dinomenes Smith, 1887
- D. diocles Hewitson, 1869
- D. diovis Hewitson, 1863
- D. dohertyi (Tytler, 1915)
- D. ecaudata Gifford, 1963
- D. edwardsi (Gabriel, 1939)
- D. elioti Corbet, 1940
- D. epijarbas (Moore, 1857)
- D. epirus (Felder, 1860)
- D. fusca Schultze & Aurivillius, 1910
- D. gaetulia De Nicéville, 1892
- D. galathea (Swainson, 1821)
- D. grisea Moore, 1879
- D. hainana Chou & Gu, 1994
- D. hypargyria (Elwes, 1893)
- D. ignita Piepers & Snellen, 1918
- D. isocrates (Fabricius, 1793)
- D. kayonza Stempffer, 1956
- D. kessuma (Horsfield, 1829)
- D. livia (Klug, 1834)
- D. lorisona (Hewitson, 1863)
- D. loxias Hewitson, 1863
- D. makala Bethune-Baker, 1908
- D. mariana Hulstaert, 1924
- D. masamichii (Okubo, 1983)
- D. mathewi Druce, 1892
- D. maudei Joicey & Talbot, 1916
- D. meeki Rothschild, 1911
- D. mulleri Tennent, 2000
- D. nicephora Hulstaert, 1924
- D. niepelti Joicey & Talbot, 1922
- D. novellus Yagishita, 2006
- D. odana Druce, 1887
- D. penningtoni van Son, 1949
- D. perse Hewitson, 1863
- D. philippinensis Schröder, Treadaway & Hayashi, 1981
- D. phranga Hewitson, 1863
- D. rapaloides (Naritomi, 1941)
- D. renidens (Mabille, 1884)
- D. sankakuhonis Matsumura, 1938
- D. smilis Hewitson, 1863
- D. staudingeri Druce, 1895
- D. strephanus Druce, 1896
- D. suk Stempffer, 1948
- D. subguttata (Elwes, 1893)
- D. sumatrensis Fruhstorfer, 1912
- D. sylvana Oberthür, 1913
- D. ufipa (Kielland, 1978)
- D. ungemachi Libert, 2004
- D. vansomereni Stempffer, 1951
- D. vansoni Pennington, 1948
- D. viridens Druce, 1891
- D. vosseleri Strand, 1911
- D. wardii (Mabille, 1878)
- D. woodfordi Druce, 1891